# Michał Drwięga
Michał Drwięga (ur. 20 września 1886 w Posadzie Olchowskiej, zm. 9 grudnia 1978) – polski żołnierz, doktor praw, sędzia, adwokat, notariusz.

## Życiorys
Urodził się 20 września 1886 w Posadzie Olchowskiej pod Sanokiem jako syn Jakuba i Franciszki z domu Bar. W 1906 zdał egzamin dojrzałości w C. K. Gimnazjum Męskim w Sanoku (w jego klasie byli m.in. Marian Placzek, Bronisław Polityński, Michał Stepek, Ryszard Zacharski, Tadeusz Zaleski – także późniejsi żołnierze Wojska Polskiego). W 1912 ukończył studia na Wydziale Prawa Uniwersytetu Lwowskiego uzyskując tytuł doktora praw. Od około 1913 był auskultantem w C. K. Sądzie Obwodowym w Sanoku.
Był członkiem sanockiego gniazda Polskiego Towarzystwa Gimnastycznego „Sokół” (1912, 1920, 1921, 1922, 1924). Od 1913 był członkiem Polowych Drużyn Sokolich i Drużyn Strzeleckich. Po wybuchu I wojny światowej służył w szeregach Legionów Polskich od sierpnia 1914 używając pseudonimu „Mecenas”. Od 1917 był podprokuratorem w Kutnie. Po odzyskaniu przez Polskę niepodległości wstąpił do służby sądowniczej II Rzeczypospolitej. Od 1921 był sędzią okręgowym we Włocławku oraz adwokatem w Kutnie, od 1923 sędzią w Chojnicach, od 1924 adwokatem w Czersku, od 1925 do 1928 notariuszem tamże, od 1929 do 1936 adwokatem i notariuszem w Bydgoszczy, przed 1938 został notariuszem w Gdyni.
Został wiceprezesem oddziału Ligi Morskiej i Kolonialnej, Federacji Polskiego Związku Obrońców Ojczyzny, członkiem zarządu Związku Strzeleckiego, prezesem oddziału Związku Legionistów Polskich, członkiem komisji rewizyjnej Powszechnego Banku Kredytowego, członkiem zarządu Związku Rezerwistów.
18 stycznia 1919 jego żoną została Maria Włodarska.

## Odznaczenia i ordery
- Krzyż Niepodległości[2]